# 복소기하학
수학에서 복소기하학은 복소수를 기반으로한 기하학적 대상에서 발생하거나 설명되는 기하학적 구조 및 구성에 대한 연구이다. 특히, 복소기하학은 복소다양체(complex manifold)와 복소대수다형체(complex algebraic variety), 복소 다변수 함수, 정칙 선형 다발, 연접층과 같은 정칙적 공간에 대한 연구와 관련이 있다. 대수기하학에 대한 초월적 방법의 적용은 복소 해석학의 더 많은 기하학적 측면과 함께 이 범주에 속한다.
복소 기하학은 대수기하학, 미분기하학, 복소 해석학의 교차점에 있으며 세 영역의 방법을 모두 사용한다. 다양한 영역의 기술과 아이디어가 혼합되어 있기 때문에 복소 기하학의 문제는 일반적으로 다루기 쉽거나 구체적이다. 예를 들어, 극소 모형 프로그램과 모듈라이 공간의 구성을 통한 복소 다양체와 복소 대수다형체의 분류는 가능한 매끄러운 다양체의 분류가 훨씬 더 어려운 미분 기하학과 다른 분야를 형성한다. 또한 복소기하학의 추가 구조는 특히 콤팩트인 경우에서 야우싱퉁의 칼라비 추측 증명, 히친-고바야시 대응성, 비아벨 호지 대응성을 포함하여 전역 해석 결과와 켈러-아인슈타인 계량 및 상수 스칼라 곡률 켈러 계량에 대한 존재 결과를 성공적으로 증명할 수 있도록 한다. 이러한 결과는 종종 복소 대수 기하학으로 다시 피드백되며, 예를 들어 최근 K-안정성을 사용한 파노 다양체의 분류는 해석학적 기법과 순수 쌍유리 기하학 모두에서 엄청난 이점을 얻었다.
복소 기하학은 등각 장론, 끈 이론 및 거울 대칭을 이해하는 데 필수적인 이론 물리학에 중요한 응용 프로그램이다. 보렐-바일-보트 정리로 이어지는 복소 기하학을 사용하여 일반화된 플래그 다형체를 연구할 수 있는 표현론 또는 리만기하학에서 켈러 다양체가 상징적인 사교 기하학을 포함하여 수학의 다른 영역에서 예제의 소스가 되는 경우가 많다. 복소 다양체가 칼라비-야우 다양체 및 초켈러 다양체 와 같은 이국적인 계량 구조의 예를 제공하는 기하학과 정칙 벡터 다발이 종종 양-밀스 방정식과 같은 물리학에서 발생하는 중요한 미분 방정식에 대한 해를 허용하는 게이지 이론 에서. 복소 기하학은 또한 켈러 다양체의 호지 이론 과 같은 복소 설정의 해석 결과가 p-진 호지 이론 뿐만 아니라 다형체 및 체계에 대한 호지 구조에 대한 이해를 고취시키는 순수 대수기하학에 추가로 영향을 미친다. 도식의 다형체 이론과 복소 다양체의 코호몰로지에 대한 결과는 베유 추측 과 그로텐디크의 표준 추측 공식화에 영감을 주었다. 다른 한편으로, 이러한 많은 분야의 결과와 기술은 종종 복소 기하학으로 다시 피드백되며, 예를 들어 끈 이론과 거울 대칭 수학의 발전은 끈 이론가들이 SYZ 추측을 통해 라그랑주 fibrations의 구조를 가지며, 사교 다양체의 그로모프-위튼 이론의 개발로 인해 복소다형체의 기하학이 발전했다.
밀레니엄 수학 난제 중 하나인 호지 추측은 복소 기하학의 문제이다.

## 아이디어

복소 사영 직선은 복소 공간의 전형적인 예이다. 미분 기하학에서 등장하는 매끄러운 다양체인 구 또는 무한대에 점을 추가하여 복소 평면의 확장인 리만 구로 볼 수 있다.

대체로 복소 기하학은 어떤 의미에서 복소 평면에 모델링된 공간 및 기하학적 대상과 관련이 있다. 복소평면의 특징과 방향성 (즉, 복소 평면의 모든 점에서 반시계 방향으로 일관되게 90도 회전할 수 있음)의 내재적 개념, 정칙함수의 경직성(즉,, 단일 복소 도함수의 존재는 모든 차수에 대한 복소 미분 가능성을 의미함)은 복소 기하학 연구의 모든 형태에서 나타나는 것으로 보인다. 예를 들어, 모든 복소 다양체는 정규적으로 방향을 지정할 수 있으며 리우빌 정리 형식은 콤팩트 복소 다양체 또는 사영 복소 대수다형체에 적용된다.
복소 기하학은 실수직선의 기하학적 및 해석적 특성을 기반으로 하는 공간 연구인 실 기하학이라고 할 수 있는 것과 성격이 다르다. 예를 들어, 매끄러운 다양체는 일부 열린 집합에서 값이 1이고 다른 곳에서는 값이 0일 수 있는 매끄러운 함수의 집합 단위 분할을 허용하는 반면, 복소 다양체는 그러한 정칙 함수 집합을 허용하지 않는다. 이것은 일변수 복소 해석학에서 전형적인 결과인 항등 정리이다. 어떤 의미에서 복소 기하학의 참신함은 이 근본적인 관찰로 거슬러 올라갈 수 있다.
모든 복소 다양체는 매끄러운 다양체이다. 이는 복소 평면 {\displaystyle \mathbb {C} } 때문이다. 복소 평면은, 복소 구조를 잊으면, 실수 평면 {\displaystyle \mathbb {R} ^{2}}과 선형 대수학적으로 동형이다. 그러나 복소 기하학은 일반적으로 매끄러운 다양체에 대한 연구인 미분 기하학의 특정 분야로 간주되지 않다. 특히 세르의 GAGA 정리는 모든 사영 해석 다형체는 실제로는 대수다형체이며, 해석적 다양체에 대한 정칙적인 정보를 연구하는 것은 대수적 정보를 연구하는 것과 동일하다고 말한다.
이 동등성은 복소 기하학이 어떤 의미에서 미분기하학 보다 대수기하학에 더 가깝다는 것을 나타낸다. 복소 평면의 특성으로 다시 연결되는 이것의 또 다른 예는 일변수 복소 해석학에서 유리형 함수의 특이점을 쉽게 설명할 수 있다는 것이다. 대조적으로, 실수 값 연속 함수의 가능한 특이 작용은 특성화하기가 훨씬 더 어렵다. 그 결과, 미분 기하학에서 특이 공간에 대한 연구는 종종 기피되는 반면, 단일 복소 해석적 다양체 또는 특이 복소 대수다형체과 같은 복소 기하학에서 특이 공간을 쉽게 연구할 수 있다.
복소기하학은 미분기하학, 대수기하학 및 다변수 복소 해석학의 교차점에 있으며 복소 기하학은 세 분야의 방법을 모두 사용하여 복소 공간을 연구한다. 복소 기하학에 대한 일반적인 관심 방향에는 복소 공간의 분류, 여기에 부착된 정칙적 대상(예: 정칙 벡터 다발과 연접층)에 대한 연구, 복소 기하학적 개체와 수학과 물리학의 다른 영역 간의 친밀한 관계가 포함된다.

## 정의
복소 기하학은 복소다양체, 복소 대수 및 복소 해석 다형체에 대한 연구와 관련이 있다. 이 절에서는 이러한 유형의 공간을 정의하고 이들 사이의 관계를 제시한다.
복소다양체는 다음과 같은 위상 공간 {\displaystyle X}이다:
- {\displaystyle X}는 하우스도르프이고 제2 가산이다.
- {\displaystyle X}는 고정된 {\displaystyle n}에 대해 {\displaystyle \mathbb {C} ^{n}}의 열린 부분집합에 국소적으로 위상동형이다. 즉, 모든 점 {\displaystyle p\in X}에 대해, 열린 부분 집합 {\displaystyle V\subseteq \mathbb {C} ^{n}}로 가는 위상동형사상 {\displaystyle \varphi :U\to V}이 존재하는 {\displaystyle p}의 열린 이웃 {\displaystyle U}가 존재한다. 이러한 열린 집합을 좌표 조각이라고 한다.
- 만약에 {\displaystyle (U_{1},\varphi )}와 {\displaystyle (U_{2},\psi )}가 {\displaystyle \mathbb {C} ^{n}}의 열린 집합 {\displaystyle V_{1},V_{2}}에 사상되는 두 개의 겹치는 좌표 조각이면 각각 추이사상 {\displaystyle \psi \circ \varphi ^{-1}:\varphi (U_{1}\cap U_{2})\to \psi (U_{1}\cap U_{2})}는 쌍정칙사상이다.

모든 쌍정칙사상은 미분동형사상이며, {\displaystyle \mathbb {C} ^{n}}는 {\displaystyle \mathbb {R} ^{2n}}과 실 선형 공간으로서의 동형이기 때문에, 모든 {\displaystyle n}차원 복소 다양체는 매끄러운 {\displaystyle 2n}차원 다양체이다.
복소 다양체는 항상 매끄럽지만, 복소 대수 기하학은 특이점을 가진 공간과도 관련이 있다. 아핀 복소 해석 다형체 {\displaystyle X}는 각 점 {\displaystyle p\in X}에 대해 {\displaystyle X\cap U=\{z\in U\mid f_{1}(z)=\cdots =f_{k}(z)=0\}=Z(f_{1},\dots ,f_{k})}인 {\displaystyle p}의 열린 이웃 {\displaystyle U}와 정칙 함수들 {\displaystyle f_{1},\dots ,f_{k}:U\to \mathbb {C} }이 존재하는 부분 집합 {\displaystyle X\subseteq \mathbb {C} ^{n}}이다. 규칙에 따라 집합 {\displaystyle X}도 기약임이 필요하다. 점 {\displaystyle p\in X}는 정칙 함수들의 벡터 {\displaystyle (f_{1},\dots ,f_{k})}의 야코비 행렬이 {\displaystyle p} 에서 꽉찬 랭크가 아니면 특이점이고 그렇지 않으면 특이점이 아니다. 사영 복소 해석 다형체 {\displaystyle X}는 국소적으로 {\displaystyle \mathbb {CP} ^{n}}의 열린 부분집합에 대한 유한개의 정칙 함수들의 근에 의해 주어진 복소 사영 공간 부분 집합 {\displaystyle X\subseteq \mathbb {CP} ^{n}}이다.
비슷하게 아핀 복소수 대수다형체 {\displaystyle X}를 부분 집합 {\displaystyle X\subseteq \mathbb {C} ^{n}}으로 정의할 수 있다. 이는 국소적으로 유한개의 {\displaystyle n} 복소 변수 다항식들의 영점 집합으로 주어진다. 사영 복소 대수다형체를 정의하려면 유한히 많은 동차다항식들의 영점 집합에 의해 국소적으로 주어지는 부분 집합 {\displaystyle X\subseteq \mathbb {CP} ^{n}}이 필요하다.
일반적인 복소 대수 또는 복소 해석적 다형체를 정의하기 위해서는 국소적으로 환 달린 공간의 개념이 필요하다. 복소 대수/해석적 다형체는 국소적으로 환 달린 공간 {\displaystyle (X,{\mathcal {O}}_{X})}이다. 이는 국소적으로 환 달린 공간으로서 아핀 복소 대수/해석적 다형체와 국소적으로 동형이다. 해석적인 경우에는 일반적으로 {\displaystyle X}를 국소적으로 {\displaystyle \mathbb {C} ^{n}}의 열린 부분 집합으로 식별하기 때문에 부분 위상와 국소적으로 동일한 위상를 갖는다. 반면 대수적인 경우 {\displaystyle X}에는 종종 자리스키 위상이 주어져 있다. 관례에 따라 이 국소 환 달린 공간이 기약인 것을 가정한다.
특이점의 정의는 국소적이기 때문에 아핀 해석/대수적 다형체에 대해 주어진 정의는 모든 복소 해석적 또는 대수다형체의 점에 적용된다. 다형체 {\displaystyle X}의 특이점들의 집합을 특이 궤적 {\displaystyle X^{sing}}이라고 한다. 여집합은 비특이 또는 매끄러운 궤적 {\displaystyle X^{nonsing}}으로 표시된다. 특이 궤적이 비어 있으면 복소 다양체가 매끄럽다 또는 특이하지 않다고 말한다. 즉, 비특이 궤적과 동일한 경우이다.
정칙 함수에 대한 음함수 정리에 의해, 모든 복소 다양체는 비특이 복소 해석 다형체이지만, 일반적으로 아핀 또는 사영적이지 않다. 세르의 GAGA 정리에 따르면 모든 사영 복소 해석 다형체는 사영 복소 대수다형체이다. 복소 다형체가 특이하지 않은 경우 복소 다양체이다. 보다 일반적으로, 복소 다형체의 비특이 궤적은 복소 다양체이다.

## 복소공간의 종류들

### 켈러 다양체
복소 다양체는 미분 기하학의 관점에서 연구될 수 있으며, 리만 계량 또는 사교 형식과 같은 추가적인 기하학 구조를 갖추고 있을 수도 있다. 이 추가적 구조가 복소 기하학과 관련이 있으려면 적절한 의미에서 복소 구조와 호환되도록 해야 한다. 켈러 다양체는 복소 구조와 호환되는 리만 계량 및 사교 구조를 가진 복소 다양체이다. {\displaystyle \mathbb {C} ^{n}}의 표준 에흐미트 계량 또는 {\displaystyle \mathbb {CP} ^{n}}의 푸비니-슈투디 계량을 부분 다양체로 제한하면 켈러 다양체의 모든 복소 부분 다양체는 켈러이다.
켈러 다양체의 다른 중요한 예에는 리만 곡면, K3 곡면 및 칼라비–야우 다양체가 있다.

### 슈타인 다양체
세르의 GAGA 정리는 모든 사영 복소 해석 다형체가 대수다형체라고 주장한다. 이 주장은 엄밀하게는 아핀 다형체에 대해 사실이 아니지만, 슈타인 다양체라고 하는 아핀 복소 대수다형체과 아주 비슷한 복소 다양체들이 있다. 다양체 {\displaystyle X}가 정칙적으로 볼록하고 정칙적으로 분리 가능한 경우 슈타인 다양체라고 한다.(자세한 정의는 슈타인 다양체에 대한 문서 참조). 그러나 이것은 어떤 {\displaystyle n}에 대해 {\displaystyle X}가 {\displaystyle \mathbb {C} ^{n}}의 복소 부분다양체임과 동일하다는 것을 보일 수 있다. 슈타인 다양체가 아핀 복소수 대수다형체과 비슷함을 보이는 또 다른 방법은 카르탕의 정리 A와 B가 슈타인 다양체에 대해 유지된다는 것이다.
슈타인 다양체의 예에는 비콤팩트 리만 곡면과 비특이 아핀 복소수 대수다형체이 포함된다.

### 초켈러 다양체
초켈러 다양체는 복소 다양체의 특별한 부류이며, 이것은 3개의 별개의 호환 가능한 적분 가능하고 거의 복소 구조 {\displaystyle I,J,K}를 가진 리만 다양체이다. 여기서 사원수 관계{\displaystyle I^{2}=J^{2}=K^{2}=IJK=-\operatorname {Id} }가 성립한다. 따라서 초켈러 다양체는 세 가지 다른 방식으로 켈러 다양체이며 풍부한 기하학적 구조를 갖는다.
초켈러 다양체의 예로는 ALE 공간, K3 곡면, 힉스 번들 모듈라이 공간, 퀴버 다형체 및 게이지 이론 및 표현론에서 발생하는 기타 많은 모듈라이 공간이 있다.

### 칼라비-야우 다양체

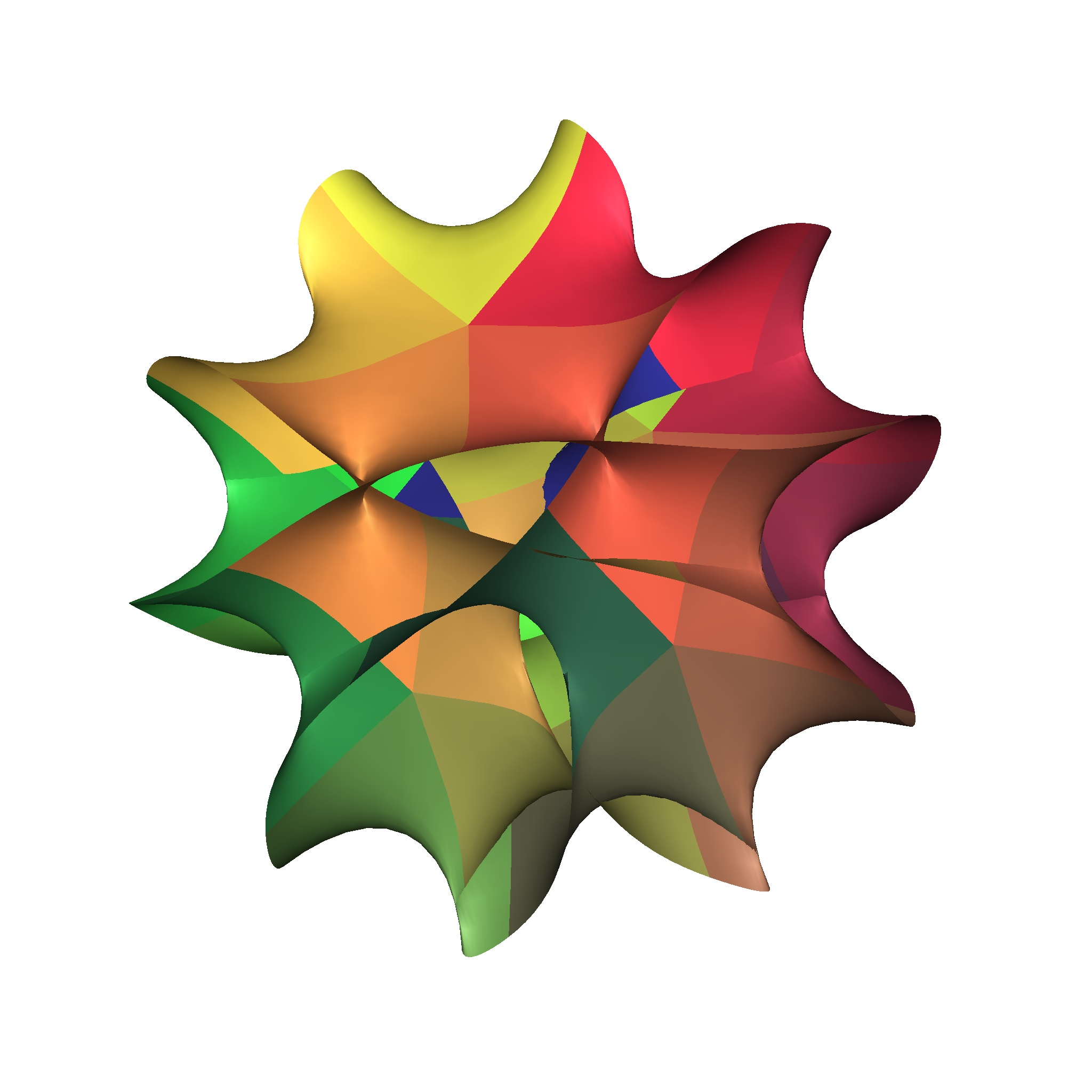
5차 칼라비-야우 3중체의 실 2차원 단면

언급한 바와 같이 켈러 다양체들 중 특정 종류는 칼라비-야우 다양체에 해당한다. 이들은 자명한 표준 다발 {\displaystyle K_{X}=\Lambda ^{n}T_{1,0}^{*}X}이 주어진 켈러 다양체이다. 일반적으로 칼라비-야우 다양체의 정의에는 {\displaystyle X}가 콤팩트임이 필요하다. 이 경우 야우의 칼라비 추측 증명은 다음을 의미한다: {\displaystyle X}가 리치 곡률이 사라지는 켈러 계량을 인정하며 이는 칼라비–야우의 동등한 정의로 간주될 수 있다.
칼라비-야우 다양체는 끈 이론에서 등장한다. 끈 이론의 10차원 시공간 모형에서 기존 물리학의 전통적인 4차원 시공간 이외에 여분의 축소화된 6차원 시공간을 모델링하는 데 사용된다.
또한 거울 대칭 가설은 특정한 두 칼라비-야우 다양체들이 가진 서로 다른 종류의 정보들이 서로 일치한다는 놀라운 가설이다.
칼라비-야우 다양체의 예에는 타원 곡선, K3 곡면 및 복소 아벨 다형체 등이 있다.

### 복소 파노 다형체
복소 파노 다형체는 풍부한 반표준 선다발(즉, {\displaystyle K_{X}^{*}}가 풍부한)이 주어진 복소 대수 다형체이다. 파노 다형체는 복소 대수 기하학, 특히 극소 모형 프로그램에서 자주 발생하는 쌍유리 기하학에서 상당한 관심을 끌고 있다. 파노 다형체의 기본적 예에는 {\displaystyle K={\mathcal {O}}(-n-1)}인 사영 공간 {\displaystyle \mathbb {CP} ^{n}}과. {\displaystyle n+1}차원 이하인 {\displaystyle \mathbb {CP} ^{n}}의 매끄러운 초곡면이 있다.

### 원환 다형체

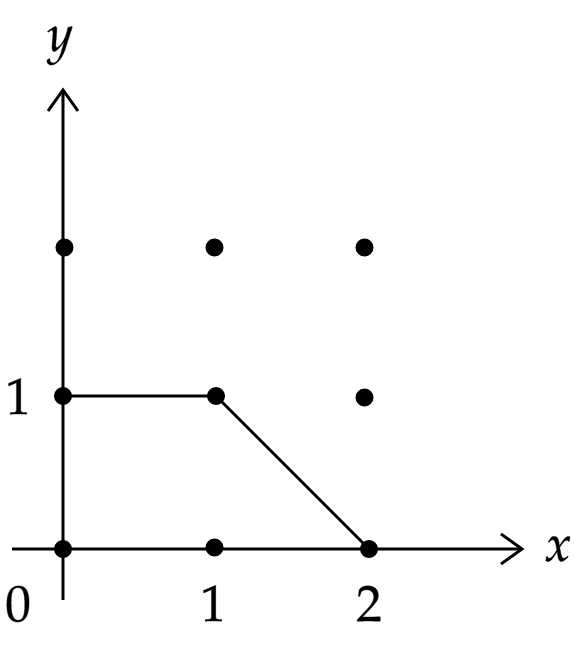
첫 번째 히르체부르흐 곡면을 설명하는 모먼트 다포체.

원환 다형체는 {\displaystyle (\mathbb {C} ^{*})^{n}}과 쌍정칙적인 열린 조밀 부분 집합을 포함하는 {\displaystyle n}차원 복소 대수다형체이다. 그 열린 조밀 부분 집합에 대한 작용을 {\displaystyle (\mathbb {C} ^{*})^{n}}로 확장한 작용을 가지고 있다. 원환 다형체는 원환 팬에 의해 조합적으로 서술될 수 있으며, 적어도 그것이 특이하지 않은 경우에는 모멘트 다포체에 의해 기술될 수 있다. 이는 임의의 꼭지점이 {\displaystyle \operatorname {GL} (n,\mathbb {Z} )}의 작용에 의해 양수 분면의 꼭지점이라는 표준 형태로 놓일 수 있다는 성질을 가진 {\displaystyle \mathbb {R} ^{n}} 안의 다각형이다. 이 원환 다형체는 다포체 위에 올을 형성하는 적절한 공간으로 얻을 수 있다.
원환 다형체에 대해 수행되는 많은 구성은 모멘트 다포체 또는 관련 원환 팬의 조합 및 기하학 측면에서 대체적 설명을 할 수 있다. 이로 인해 원환 다형체는 복소기하학의 많은 구조에 대한 매력적인 시험 사례가 된다. 원환 다형체의 예로는 복소 사영 공간과 그 위의 다발이 있다.

## 복소기하학의 기법들
정칙함수와 복소다양체가 가진 강한 조건들로 인해 복소다양체와 복소다형체를 연구하는 데 일반적으로 사용되는 기법은 보통의 미분기하학에서 사용되는 기법과 다르며 대수기하학에서 사용되는 기법에 더 가깝다. 예를 들어, 미분기하학에서 많은 문제는 국소적 구조를 취하여 단위 분할을 사용하여 전역적으로 붙임으로 접근한다. 단위 분할은 복소 기하학에 존재하지 않으므로 국소 정보가 대역적 정보에 접착될 수 있는 경우의 문제는 더 미묘하다. 국소 정보를 함께 붙일 수 있는 정확한 조건은 층 코호몰로지에 의해 측정되며 층과 그 코호몰로지 군은 주요 도구이다.
예를 들어, 현대적 정의 도입 이전의 여러 다변수 복소 해석학에서 유명한 문제는 쿠쟁 문제로, 전역 유리형 함수를 얻기 위해 국소 유리형 정보를 붙일 수 있는 정확한 조건을 묻는다. 이러한 오래된 문제는 층과 코호몰로지 군을 도입한 후에 간단히 해결할 수 있다.
복소기하학에 사용되는 층의 특수한 예로는 정칙 선다발(및 관련 인수), 정칙 선형 다발 및 연접층이 있다. 층 코호몰로지는 복소기하학에서 방해물을 측정하기 때문에 사용되는 한 가지 기술은 소실 정리를 증명하는 것이다. 복소기하학에서 소실 정리의 예에는 콤팩트 켈러 다양체에서 선 다발의 코호몰로지에 대한 고다이라 소실 정리와 아핀 복소 다형체에 대한 연접층의 코호몰로지에 대한 카르탕의 정리 A 및 B가 포함된다.
복소기하학은 또한 미분 기하학 및 해석학에서 쓰는 기법을 사용한다. 예를 들어, 히르체부르흐-리만-로흐 정리는 아티야-싱어 지표 정리의 특수한 경우로, 기저에 깔려 있는 매끄러운 복소 선형 다발의 특성류 측면에서 정칙 선형 다발의 정칙 오일러 특성을 계산한다.

## 복소기하학의 분류
복소기하학의 한 가지 주요 주제는 복소 다양체의 분류이다. 복소 다양체와 다형체의 엄격한 특성으로 인해 이러한 공간을 분류하는 문제는 다루기 쉬운 경우가 많다. 복소 대수 기하학의 분류는 종종 그 자체가 복소 기하학에서 발생하는 다른 기하학적 대상을 분류하는 복소 다양체 또는 다형체인 모듈라이 공간의 연구를 통해 발생한다.

### 리만 곡면
모듈라이라는 용어는 베른하르트 리만이 리만 곡면에 대해 연구 하면서 만들어낸 것이다. 분류 이론은 콤팩트 리만 곡면에 대해 가장 잘 알려져 있다. 닫힌 유향 곡면의 분류에 따라 콤팩트 리만 곡면은 종수 {\displaystyle g}로 측정되는 자연수에 따라 분류된다. 이 종수는 주어진 콤팩트 리만 곡면의 구멍 수를 세는 음이 아닌 정수이다.
리만 곡면 분류는 본질적으로 균일화 정리를 따르며 다음과 같다.
- {\displaystyle g=0:\mathbb {CP} ^{1}}
- {\displaystyle g=1:} 종수 1의 가능한 콤팩트 리만 곡면, 소위 타원 곡선, 모듈러 곡선을 분류하는 1차원 복소 다양체가 있다. 균일화 정리에 의해 모든 타원 곡선은 몫 {\displaystyle \mathbb {C} /(\mathbb {Z} +\tau \mathbb {Z} )}으로 쓸 수 있다. 여기서 {\displaystyle \tau }는 허수부가 양수인 복소수이다. 모듈라이 공간은 뫼비우스 변환에 의해 상반평면에 작용 군 {\displaystyle \operatorname {PSL} (2,\mathbb {Z} )}의 몫이다.
- {\displaystyle g>1:} 1보다 큰 각 종수 {\displaystyle g}에 대해 종수 {\displaystyle g}인 콤팩트 리만 곡면의 모듈라이 공간 {\displaystyle {\mathcal {M}}_{g}}이 있다. {\displaystyle \dim _{\mathbb {C} }{\mathcal {M}}_{g}=3g-3}이다. 타원 곡선의 경우와 비슷하게 이 공간은 군 {\displaystyle \operatorname {Sp} (2g,\mathbb {Z} )}의 작용에 의해 지겔 상반 공간의 적절한 몫으로 얻을 수 있다.

### 정칙 선다발
복소 기하학은 복소 공간뿐만 아니라 그 공간에 부착된 다른 정칙적 대상과도 관련이 있다. 복소 다형체 {\displaystyle X}위의 정칙 선다발은 {\displaystyle X}의 피카드 다형체 {\displaystyle \operatorname {Pic} (X)}에 의해 분류된다.
피카드 다형체는 {\displaystyle X}가 종수 {\displaystyle g}인 콤팩트 리만 곡면인 경우에 쉽게 설명할 수 있다. 이 경우, 피카드 다형체는 복소 아벨 다형체들의 분리합집합이며, 각 다형체는 곡선의 야코비 다형체과 동형이며, 0차 인자들을 선형 동형에 의해 분류한다.
토렐리 정리에 의해 콤팩트 리만 곡면은 야코비 다형체에 의해 결정되며, 이는 공간 자체를 분류할 수 있다는 점에서 복소 공간의 구조에 대한 연구가 유용할 수 있는 한 가지 이유를 보여준다.

## 같이 보기
- 쌍벡터(복소수)
- 칼라비-야우 다양체
- 카르탕의 정리
- 복소 해석 공간
- 복소 리 군
- 복소 다포체
- 복소 사영 공간
- 쿠쟁 문제
- 엔리케스–코다이라 분류
- 가가 정리
- 하르톡스의 확장 정리
- 에흐미트 대칭 공간
- 호지 분해
- 호프 다양체
- 허직선(수학
- 고바야시 계량
- 고바야시-히친 대응성
- 켈러 다양체
- {\displaystyle \partial {\bar {\partial }}}-정리
- 레롱 수
- 복소 대수 곡면 목록
- 거울 대칭 가설
- 승수 이데알
- 사영 다양체
- 유사볼록성
- 복소 다변수
- 슈타인 다양체